# Університет Коменського
Університе́т і́мені Ко́менського в Братисла́ві (словац. Univerzita Komenského v Bratislave) — класичний університет у столиці Словаччини місті Братиславі, найбільший і найстаріший з нині чинних університетів у країні.
Названий на честь видатного чеського мислителя-просвітника Яна Амоса Коменського.
Історичним попередником Університету ім. Коменського була Істрополітанська Академія (лат. Academia Istropolitana), яка існувала в Пресбургу (сучасна Братислава) у 2-й половині XV століття.

## З історії університету
Університет у Братиславі був заснований незабаром після утворення незалежної Чехословаччини у 1919 році за безпосередньої участі колективу празького Карлового університету. З огляду на це, тривалий час значною частиною професорсько-викладацького складу вишу були етнічні чехи.
Спершу Братиславський університет мав лише один факультет — медичний, однак уже 1921 року були відкриті філософський і юридичний факультети.
У 1939—54 роках університет носив назву Словацький університет.
Нові факультети Братиславського університету відкривалися в такій послідовності:
- 1940 — факультет природничих наук;
- 1941 — факультет римо-католицької теології;
- 1947 — педагогічний факультет;
- 1952 — фармацевтичний факультет;
- 1960 — факультет фізичного виховання та спорту;
- 1969 — медичний факультет у Мартіні;
- 1980 — фізико-математичний факультет;
- 1990 — євангелістсько-теологічний факультет;
- 1991 — факультет менеджменту;
- 2002 — факультет соціально-економічних наук.

У 2-й половині 2000-х років Університет Коменського складався з 13 факультетів, на яких навчалися близько 30 000 студентів. 1942 року при університеті засновано ботанічний сад.

## Факультети
Факультети Університету ім. Коменського:
- медичний факультет;

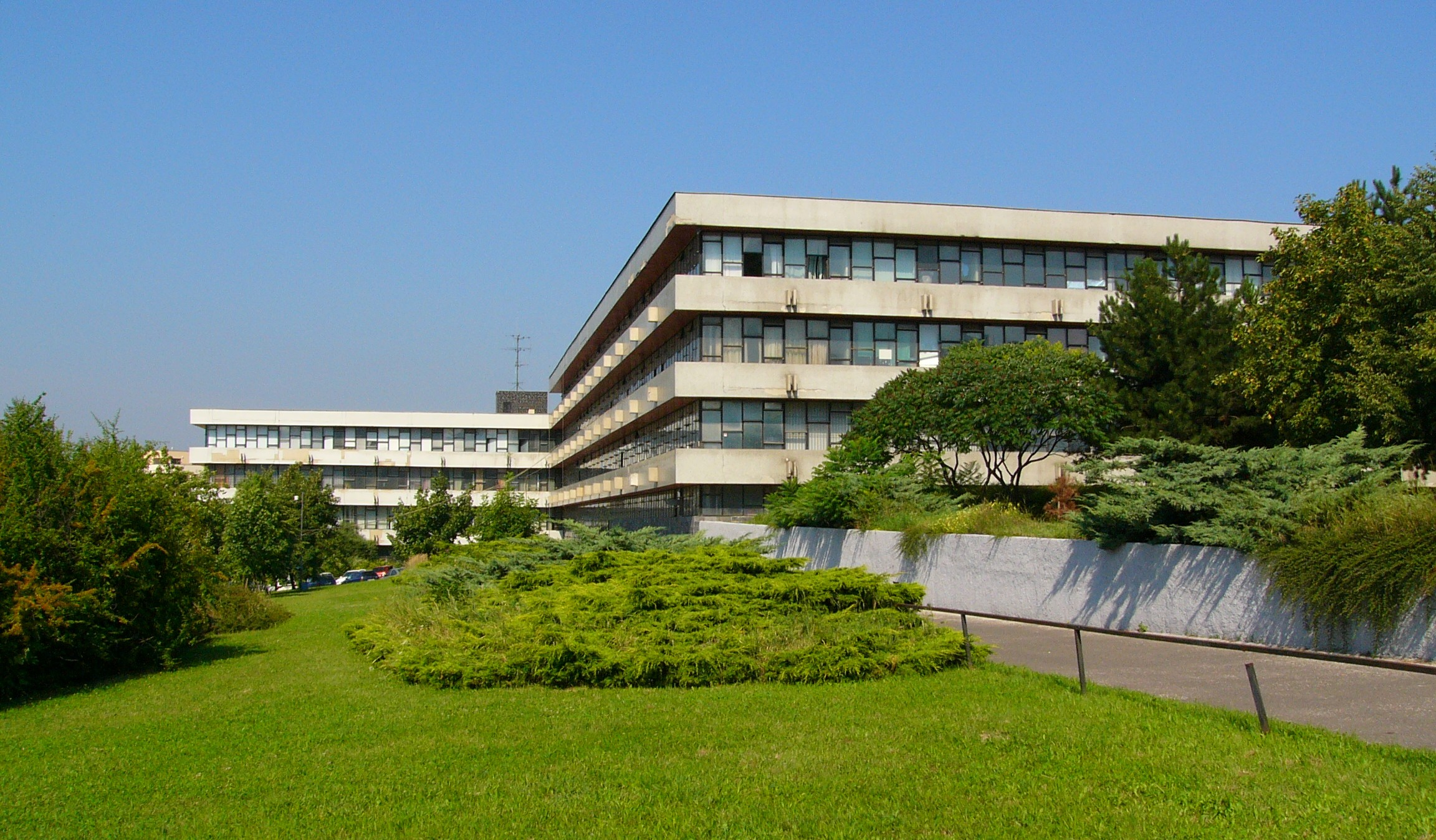
Будівля Факультету математики, фізики та інформатики

- медичний факультет імені Єсеніуса у Мартіні;
- факультет фармації;
- юридичний факультет;
- факультет філософії;
- факультет природничих наук;
- факультет математики, фізики та інформатики;
- факультет фізичного виховання та спорту;
- факультет освітніх наук;
- факультет менеджменту;
- факультет соціально-економічних наук;
- євангелічно-теологічний факультет;
- факультет імені Кирила і Мефодія римо-католицької теології.

## Видатні випускники
- Александер Дубчек — видатний діяч об'єднаної Чехословаччини;
- Ґустав Гусак — видатний діяч об'єднаної Чехословаччини;
- Іван Гашпарович — президент Словаччини;
- Владімір Мечіар — колишній прем'єр-міністр Словаччини;
- Йозеф Моравчик — колишній прем'єр-міністр Словаччини;
- Роберт Фіцо — колишній прем'єр-міністр Словаччини;
- Івета Радічова — сучасний прем'єр-міністр Словаччини;
- Еуген Сухонь — видатний словацький композитор XX століття.
- Мірослав Мойжіта — словацький дипломат.
- Марія Колікова — словацький політик
- Іван Корчок — міністр закордонних справ Словаччини

## Виноски
1. ↑  Directory of Open Access Journals — 2003.
2. ↑  https://www.lobbyfacts.eu/datacard/univerzita-komenského-v-bratislave?rid=141853525629-40
3. ↑  Štúdium. Архів оригіналу за 6 червня 2007. Процитовано 13 квітня 2010. [Архівовано 2007-06-06 у Wayback Machine.]
4. ↑  https://eua.eu/about/member-directory.html
5. ↑  https://web.archive.org/web/20221123144401/https://www.auf.org/les_membres/nos-membres/
6. ↑  https://web.archive.org/web/20231109092552/https://coara.eu/coalition/membership/
7. ↑  https://web.archive.org/web/20240430185709/https://asea-uninet.org/about-us/history/